# Nurdin Donbajew
Nurdin Dżeniszbekowicz Donbajew (kirg. Нурдин Женишбекович Донбаев; ur. 31 lipca 1974) – kirgiski zapaśnik w stylu wolnym. Olimpijczyk z Sydney 2000, gdzie zajął jedenaste miejsce w kategorii do 54 kg.
Pięciokrotny uczestnik mistrzostw świata, dziewiąty w 1997. Brązowy medalista igrzysk azjatyckich w 1994, piąty w 2002 i siódmy w 1998.